# Slapovi u Istri
Slapovi su prirodna pojava koja nastaje zbog nagle promjene visinske razlike korita rijeke ili potoka te voda ili slobodno pada ili klizi strmo po stijenama.
U Istri postoji znatan broj slapova za koje možemo reći da su neistraženi i slabo poznati. Većina ljudi zna za samo tri do četiri slapa. Ali slapova ima znatno više, ima ih preko pedeset ako računamo na one više od dva metra. Od tog broja preko trideset ih je u hrvatskoj Istri a oko dvadeset slapova je u slovenskoj Istri. Najčešće su teško pristupačni jer do njih ne vodi nikakav uređeni put, prilazite im na vlastitu odgovornost. Neki slapovi su lijepi i impresivni,  međutim preko ljeta gotovo svi iščeznu; oni su nestalna i privremena pojava. Jedinstveni spoj klime i geomorfologije Istre čini ovaj fenomen osobitim. Svi slapovi i pripadajuće stijene imaju zajednički i prepoznatljiv krški obrazac koji se ponavlja kao pravilo, od slapa do slapa.

## GeomorfologijaIstre[1]
Geomorfološki i svojim položajem, Istra spada u krško područje gdje je tlo građeno od stijena vapnenca (kalcijev karbonat, CaCO3) ili dolomita (magnezijev karbonat, MgCO3) ili njihove kombinacije. Osnovna značajka krškog reljefa je izrazita i selektivna topljivost stijena podložnih kemijskoj eroziji, koja je odgovorna za sve tipične krške oblike kojih u Istri ima u zavidnom broju: klisuraste kanjone, vrtače, škrape, krška polja, ponornice, pećine i jame. U dijelu središnje Istre krški oblici su kombinirani s flišnim naslagama koje imaju posebna svojstva.

### Tri geomorfološke cjeline
U Istri razlikujemo tri geomorfološke cjeline:
- crvena Istra – karbonatna zaravan južne i zapadne Istre gdje je znakovita zemlja crvenica,
- bijela Istra – karbonatno gorje sjeverne i sjeveroistočne Istre znakovito po bijelim karbonatnim stijenama Ćićarije i Učke,
- siva Istra – niže flišno-karbonatno pobrđe središnje Istre smješteno između crvene i bijele Istre znakovito po naslagama sivog fliša.

### Hidrogeološke značajke sive Istre[3]
Površinskih vodenih tokova i slapova ima uglavnom samo u sivoj Istri zbog vodonepropusnih naslaga fliša. U crvenoj i bijeloj Istri nema površinskih vodenih tokova jer je tlo porozno. Mali prostor pobrđa sive Istre uzdiže se do četiristo metara nadmorske visine, ali je duboko ispresijecan brojnim jarugama, vododerinama, uskim dolinama krških rijeka i potoka, udolinama i klisurastim kanjonima. Na području sive Istre možemo nabrojati nekoliko desetaka oborinskih potoka. Pretežiti dio voda ponire i nastavlja tok podzemno do nižih krških izvora i vrulja blizu obale ili uz samu obalu. Najpoznatija ponornica u Istri je Pazinčica koja ponire u Pazinskoj jami, a njene vode se pojavljuju u dolini rijeke Raše. Vode koje nisu poniknule, prikupljaju stalni riječni tokovi rijeka Mirne, Raše, Dragonje, potoka Boljunšćice s branom Letaj, kao i akumulacijsko jezero Butoniga. Nevjerojatno zvuči podatak iz austrougarskog katastra, s početka 19. stoljeća, da je u hrvatskoj i slovenskoj Istri zabilježeno 228 mlinica na potocima.

## Fenomenologija istarskih slapova
Slapova nema na glavnim i stalnim vodotocima rijeka Mirne, Dragonje i Raše, jer njihova korita prolaze zaglađenim dolinama, koje su nastajale tijekom desetaka tisuća godina erozivnog djelovanja voda, vodenih naplavina i leda. Slapove u Istri zato nalazimo na privremenim i oborinskim potocima, koji zajedno s glavnim vodotocima čine hidrološku mrežu Istre, a nalaze se na nadmorskim visinama do 400 m odakle se strmo spuštaju u doline sive istre.
Zapažanja pokazuju da je fenomen istarskih slapova kombinacija dviju ili više pojavnosti - značajki:
a) Slapovi se nalaze na mjestima gdje vodonepropusne flišne naslage bivaju ispresjecane tvrdim karbonatnim grebenima i to po pravilu okomito na smjer vodotoka.
b) Neki slapovi padaju u karbonatni „polulonac“ koji je s dvije ili tri strane zatvoren dok ostale nedostaju i tu voda nastavlja teći.
c) Kad voda prije slapa ubrzava gibanje zbog razlika u kemijskoj otpornosti karbonatnih slijena i zbog tubulencije vode nastaju kotli, razmjerno pravilne kotlaste udubine u živoj stijeni promjera i dubine do jednog metra.
d) Ispod slapa u pravilu se stvara jezerce.
e) Vode nekih slapova mogu toliko otopiti i podlokati karbonatnu stijenu da nastaju polupećine.
Do pojave nekih slapova moramo pričekati godinu i više dana. Najbolje je slapove posječivati u jesen ili proljeće kada je veća vjerojatnost da ima dovoljno vode. Neki su slapovi dalje od prometnica i putova, a do njih se dolazi jedino stazama. Svaki slap je lijep, poseban i osobit. Gotovo svi slapovi su na području sive Istre, osim tri slapa koja su na padinama Učke (bijela Istra) i pripadaju kvarnerskom slivu.

## Popis slapova prema porječjima

### Porječje rijekeMirne:
| Kotli        | Kotli na Mirni kod Huma              | 10 m |
| Grjok        | na Mirni kod sela Podkuk             | 2 m  |
| Vela Peć     | potok Draga kod Selca - Buzet        | 8 m  |
| Copot        | Rečica kod Podbrega - Buzet          | 30 m |
| Veli slap    | na Butonigi (uz cestu Pazin-Kršikla) | 8 m  |
| Mali slap    | na Butonigi (uz cestu Pazin-Kršikla) | 5 m  |
| Pećine       | dva slapa na pritoci Butonige        | 15 m |
| Pod Klečom   | pritoka grdoselskog potoka           | 7 m  |
| Črni puč     | ispod Zelengraga - Grdoselo          | 3 m  |
| Malenica     | Grdoselski potok                     | 3 m  |
| Sedreni slap | Grdoselski potok                     | 2 m  |
| Racanija     | na potoku Bačvarice                  | 5 m  |
| Divjak       | kod sela Divjaki južno od Motovuna   | 10 m |
| Kaldir       | kod sela Kaldir južno od Motovuna    | 10 m |
| Lazi         | kod sela Lazi južno od Motuvuna      | 8 m  |
| Krvar        | na potoku Krvar kod sela Rušnjak     | 7 m  |
| Škarlina     | potok Lavre kod Brtonigle            | 5 m  |

### Porječje rijekeRaše:
| Vela Draga      | pored ulaza u tunel Učka na Istarskoj strani | 50 m   |
| Benkovski       | na Grajanskom potoku kod Mosta Pićan         | 18 m   |
| Gavranovo Krilo | dio izvora Palonšćak pokraj Gračišća         | /      |
| Sopot           | na Švičkom potoku kod sala Floričići-Pićan   | 24,5 m |
| Kišni slap      | iznad ceste, zapadno od tunela Učka oko 1 km | 10 m   |
| Gologorički     | na Gologoričkom potoku kod Lukačići          | 3 m    |

### Porječje rijekeDragonjei slovenski dio Istre:
| Cingarela  | na potoku Arđila/Poganja kod Momjana  | 15 m |
| 30 slapova | na Dragonji i slovenskom dijelu Istre |      |

### Kvarnerski sliv
| Lovranska draga | kod sela Lovranska draga              | 15 m |
| Vela peć        | tri slapa na potoku Ščurak kod Labina | 10 m |
| Banina          | na potoku Banina                      | 8 m  |
| Trebišća        | na višim dijelovima Moščenićke drage  | 3 m  |

### Ponornice
| Butori        | na Jugovskom potoku | 8 m |
| Zarečki krov  | na Pazinčici        | 3 m |
| Pazinski krov | na pazinčici        | 3 m |

## Galerija
- Vela peč na potoku Draga
- Zagon na potoku Draga
- Grjok na Mirni